# Radu-Marin Moisin
Radu-Marin Moisin (n. 10 decembrie 1982, Florești, România) este un deputat român, ales în 2020 din partea PNL. 